# Длигач, Лев Михайлович
Лев Михайлович Длигач (при рождении Леви-Исаак Моисеевич-Аронович Длигач; 2 (15) февраля 1904 — 30 сентября 1949) — русский советский поэт и переводчик, писал в основном детскую литературу. Участник Великой Отечественной войны.

## Биография
Родился 2 февраля (по старому стилю) 1904 года в Киеве, в семье фастовского мещанина Моисея-Арона Берковича Длигача и Шейны-Добы Бенционовны Длигач. Получил среднее образование.
Перед войной Лев Длигач женился на поэтессе и переводчице Вере Аркадьевне Эльтерман (Потаповой, 1910—1992). На тот момент у него уже был сын Денис от первой жены. Супруги жили в Москве, поддерживали связи с поэтами Анной Ахматовой, Верой Инбер, Осипом Мандельштамом, Борисом Пастернаком, Ильёй Эренбургом. Длигач работал с Александром Твардовским в «Новом мире», затем был редактором отдела поэзии в журнале «30 дней». В конце 1930-х годов Длигач был одним из участников травли Осипа Мандельштама. После ареста и смерти последнего многие литераторы перестали общаться с Длигачом, обвинив его в доносе на Мандельштама.
С 26 июня 1941 года Длигач служил на Черноморском флоте корреспондентом газеты «Красный черноморец» и сатирического издания «Рында». 
К. М. Симонов не раз бывавший в командировках на Черноморском флоте в августе 1941 писал: "Выкупавшись, пошли в редакцию «Красного черноморца». Там оказалось много знакомого народу. Павел Панченко, Гайдовский, Лёва Длигач — толстый, веселый; полосатая тельняшка, заправленная в широченные клеши, болтающийся сзади наган делали из него настоящего боцмана. Здесь же был и Ян Сашин."
Когда жена и тёща эвакуировались в Сарапул, Длигач отправлял им посылки, писал в военное управление о прикреплении семьи к спецстоловой. В 1942 году он выехал в Сарапул, чтобы встретиться с семьёй, и жил там 12 дней. В 1943 году вступил в КПСС. Окончил войну в звании майора административной службы Управления военно-морского издательства НКВМФ, входил в редакторский коллектив книги «Оборона Севастополя», выпустил «Черноморские песни и повести». Награждён медалями «За боевые заслуги», «За оборону Кавказа», «За победу над Германией в Великой Отечественной войне 1941—1945 гг.» и орденом Красной Звезды.
В 1947—1949 годах в СССР началась борьба с космополитизмом и преследование поэтов еврейской национальности. Лев Длигач потерял работу, впал в депрессию и 30 сентября 1949 года покончил жизнь самоубийством.
Перевёл ряд стихотворений Тараса Шевченко («Ветер буйный, ветер буйный», «Чигирин, Чигирин», «Не спалось, а ночь, как море», «Добро, у кого есть господа», «Швея»), Ивана Франко, Леси Украинки, Павла Тычины, Максима Рыльского, Павла Усенко и других украинских писателей. Отдельные произведения Длигача перевёл на украинский М. Дубовик.

## Работы
- «Пожар Кошкиного дома» (1927; Киев),
- «Автобус № 6» (1928; Киев),
- «Жилище» (1928; Киев),
- «Лес» (1928; Киев),
- «Обед готов» (1929; Киев),
- «Осень» (1929; Киев),
- «Загадки» (1929; Киев),
- «Я умница-разумница» (1929; Киев),
- Два отрывка // Огонек. 1933. №20. С. 3.
- Сборник поэм и стихов «Шестое чувство» (1936; Москва),
- Книга «Черноморские песни и повести» (1942; Москва).